# Echinopsolus splendidus
Echinopsolus splendidus is een zeekomkommer uit de familie Cucumariidae.
De wetenschappelijke naam van de soort werd in 1990 gepubliceerd door J. Gutt.